# NGC 5490
NGC 5490 là một thiên hà radio trong chòm sao Mục Phu.

## Gra 1408 + 17
Gra 1408 + 17 là nguồn vô tuyến trong NGC 5490, nằm ở tọa độ: RA 14h 10.4m, DEC +17° 32′; Tọa độ thiên hà J2000: 009,27 ± 180000, +69,41 ± 180000.